# Wadstena–Fogelsta Järnväg
Wadstena Fogelsta Järnväg, WFJ, är en smalspårig (891 mm) museijärnväg från Vadstena till Fågelsta, en sträcka på 9,6 km.

## Historik
Banan invigdes 1874 och sammanband Vadstena med Hallsberg-Motala-Mjölby Järnväg i Fågelsta. Den byggdes av Vadstena-Fågelsta Järnväg och köptes 1886 av Fågelsta-Vadstena-Ödeshögs Järnväg (FVÖJ) som byggde en linje till Ödeshög.  Fågelsta-Vadstena-Ödeshögs Järnväg uppgick 1919 i Mellersta Östergötlands Järnväg (MÖJ) som förstatligades 1950. Linjen elektrifierades 1921, men elektrifieringen avvecklades 1956. Sista ordinarie passagerartåget avgick från Linköping den 29 september 1963. Godstrafiken, som mest bestod av spannmål, fortsatte till den 1 juni 1978. 

## Museibanan
Museibanan drivs av Västra Östergötlands Järnvägsförening, VÖJF, som bildades 1974, i samband med 100-årsdagen av Vadstena Fågelsta Järnvägs tillblivelse. Under åren 1978–1998 bedrev man trafik tills bristande banunderhåll och en olycka gjorde att man fick lägga ner verksamheten. Namnet ändrades senare till Museiföreningen Wadstena Fogelsta Järnväg.
Trafiken inleddes på nytt sommaren 2007, dock tills vidare endast på en ca 600 meter lång sträcka mellan Vadstena station och Katarinaskolan. Man avsåg att på sikt återuppta trafiken på hela sträckan, men spåret var i mycket dåligt skick och det skulle krävas omfattande arbetsinsatser för att åter kunna köra trafik. Markägare längs linjen framförde i ett brev till kommunen kritik mot föreningens sätt att sköta banan.  Vadstena kommun sade upp hyresavtalet med föreningen i februari 2008 med hänvisning till att man inte kunnat hålla de utlovade tidsplanerna för upprustning av bana och stationsområde.. I juli samma år lämnade Arbetets museum in en ansökan till Länsstyrelsen i Östergötland om att utreda förutsättningarna för att förklara banan som byggnadsminne. Opinionen för och emot banan var delad och bland annat anordnades tre demonstrationer för järnvägen på Rådhustorget i Vadstena   31 augusti överlämnades en namnlista till kommunen där 1400 personer skrivit på för att behålla järnvägen. Överlämnandet skedde i samband med invigningen av en renoveringsetapp som invigdes av landshövding Björn Eriksson som samtidigt uttalade sitt stöd för banan. I november 2008 bildades en ny förening, Vadstena Järnväg ekonomisk förening (VJEF), med syfte att driva banan. I december samma år träffade man Vadstena kommun och överlämnade ett förslag till hyresavtal.. Situationen uppmärksammades även på riksplanet efter att Dagens Nyheter redogjort för frågan. 
I februari 2010 erbjöd kommunen VJEF att hyra banan under ett år , bland annat efter att VJEF visat på ett stort stöd bland lokala företagare  och i april samma år var avtalet klart mellan parterna.. Avtalet förlängdes för 2011 års trafiksäsong då man utökade trafiken som körs från Vadstena station till hållplatsen Pilgrimsvägen. Under några år körde man fram och tillbaka till Skänningevägen. Inför säsongen 2020 hade den farbara delen av banan renoverats några hundra meter och man kunde inviga en ny hållplats vid Quisbergs Allé.
Under 2021 renoverades ytterliga en del av banan, och 26 juni återinvigdes delen fram till Folkets Park. Hållplatsen ligger precis intill kringfartsleden, väg 206. Därifrån kan man under trafiksäsongen även trampa dressin hela vägen till Fågelsta.

### Framtida planer
Planer fanns även på att använda banvallen för pendeltrafik till Fågelsta och anslutning till Trafikverkets spår, detta efter att tre medborgarförslag lämnats in.. Kommunens utredning visade att en sådan satsning skulle kosta minst 170 miljoner kronor och kommunfullmäktige valde att godkänna utredningen och inte gå vidare.
Föreningen har dock gjort en ansökan år 2019 till ett EU-projekt för att snabbrenovera hela banan till Fågelsta. Om det går igenom kommer banan att vara klar inom ett par år.

## Rullande materiel
Nedan redovisas WFJ.s rullande materiel.
| Fordonstyp               | Littera                | Tillverkn. år | Tillverkare                          | Anmärkning                                      |
| ------------------------ | ---------------------- | ------------- | ------------------------------------ | ----------------------------------------------- |
| Ånglok                   | SJ S2p 3037            | 1919          | Kalmar Verkstads AB                  | KTsJ 15 Utlånat till SkLJ                       |
|                          | Storugns 3             | 1930          | Orenstein & Koppel                   |                                                 |
| Motorlok och lokomotorer | SJ Z4p 258             | 1950          | Kalmar Verkstads AB                  |                                                 |
|                          | SJ Z4p 259             | 1951          | Kalmar Verkstads AB                  |                                                 |
|                          | Cloetta 2              | 1947          | Sala Maskinfabrik                    | Industrilok                                     |
|                          | "Hulken"               | 1957          | Schöma                               | Industrilok                                     |
| Motorvagnar              | SJ YBo5p 808           |               | Hilding Carlssons Mekaniska Verkstad |                                                 |
|                          | SJ UBFo3yp 2110        |               | Hilding Carlssons Mekaniska Verkstad | Renoveringsobjekt                               |
|                          | MÖJ X3                 | Okänt         | Okänd                                | Endast vagnskorg                                |
| Personvagnar             | MÖJ BCo 1001           | 1897          | VABIS                                |                                                 |
|                          | FWÖJ C 17              | 1888          | LJ                                   | ED, VSBJ BC 213 ED                              |
|                          | MÖJ CF 999             | 1913          | AHW                                  | VSBJ BC 212, SJ CFp 442                         |
|                          | SRJ Co 67              | 1911          | Södertälje Vagnfabrik                | SJ Bop 879, RB BP 879                           |
|                          | SRJ Co 77              | 1920          | Bautzen AG                           | SJ Bop 893, RB BP 893                           |
|                          | SRJ Co 86              | 1936          | ASEA                                 | SJ Bop 898, RB BP 898                           |
|                          | NKlJ F 904             | 1906          | WA                                   | Konduktörsfinka                                 |
| Godsvagnar               | MÖJ Gh 1196            | 1914          | ASJ Linköping                        | SJ Gshp 300815                                  |
|                          | NKlJ Gm 513            | 1918          | WM                                   |                                                 |
|                          | NKlJ Gm 516            | 1918          | WM                                   |                                                 |
|                          | NKlJ Gm 624            | 1913          | Kalmar Verkstads AB                  |                                                 |
|                          | NKlJ Gm 628            | 1913          | Kalmar Verkstads AB                  |                                                 |
|                          | FWÖJ NN 110            | 1914          | ASJ Linköping                        | SJ NNsp 323818                                  |
|                          | MÖJ NN 1178            | 1914          | ASJ Linköping                        | SJ NNsp 323832                                  |
|                          | NKlJ M+ 932            | 1943          | Kalmar Verkstads AB                  |                                                 |
|                          | NKlJ M+ 952            | 1944          | Kalmar Verkstads AB                  |                                                 |
|                          | SJ Op 330055           | 1953          | Cristian Olsson i Falkenberg         |                                                 |
|                          | SJ Op 330056           | 1953          | Cristian Olsson i Falkenberg         |                                                 |
|                          | SJ Op 330063           | 1953          | Cristian Olsson i Falkenberg         |                                                 |
|                          | ÖJ I 245               | 1934          | Kalmar Verkstads AB                  | Isp 321191                                      |
|                          | NÖJ I2 559             | 1907          | NAV                                  |                                                 |
|                          | SB NN 77               | 1943          | Skyllbergs Bruk                      | NKlJ Or 1625                                    |
|                          | NKlJ Op 1980           | 1968          | Cristian Olsson i Falkenberg         |                                                 |
|                          | NKlJ Op 1989           | 1968          | Cristian Olsson i Falkenberg         |                                                 |
|                          | NKlJ P 128             | 1876          | Munkfors Bruk                        |                                                 |
|                          | NKlJ P 131             | 1876          | Munkfors Bruk                        |                                                 |
|                          | NKlJ P 198             | 1876          | Munkfors Bruk                        |                                                 |
|                          | NKlJ P 203             | 1876          | Munkfors Bruk                        |                                                 |
| Specialvagnar            | NKlJ Q+ 20004          | 1920          | Görlitz                              | Tankvagn                                        |
|                          | SJ Q37p 350112         | 1952          | Cristian Olsson i Falkenberg         | Överföringsvagn                                 |
|                          | SJ Q37p 350209         | 1954          | Cristian Olsson i Falkenberg         | Överföringsvagn                                 |
|                          | SJ Q37p 350211         | 1954          | Cristian Olsson i Falkenberg         | Överföringsvagn                                 |
| Tjänstevagnar            | SJ tjv 612571          | 1954          | KMV                                  | Vingplog                                        |
|                          | SJ 812                 |               | SJBN                                 | Spårrensare, deponerad på Banmuseet i Ängelholm |
| Motordressiner           | NKlJ Bm 2              | 1935          | Bergbolagen                          |                                                 |
|                          | MDR 114 B 5066         |               | Bergbolagen                          | ED, spårvidd 1067 mm                            |
|                          | "Blixten" (CTV Motala) | 1941          | Svenska Elektrobil AB                | Elmotortralla                                   |

## Galleri

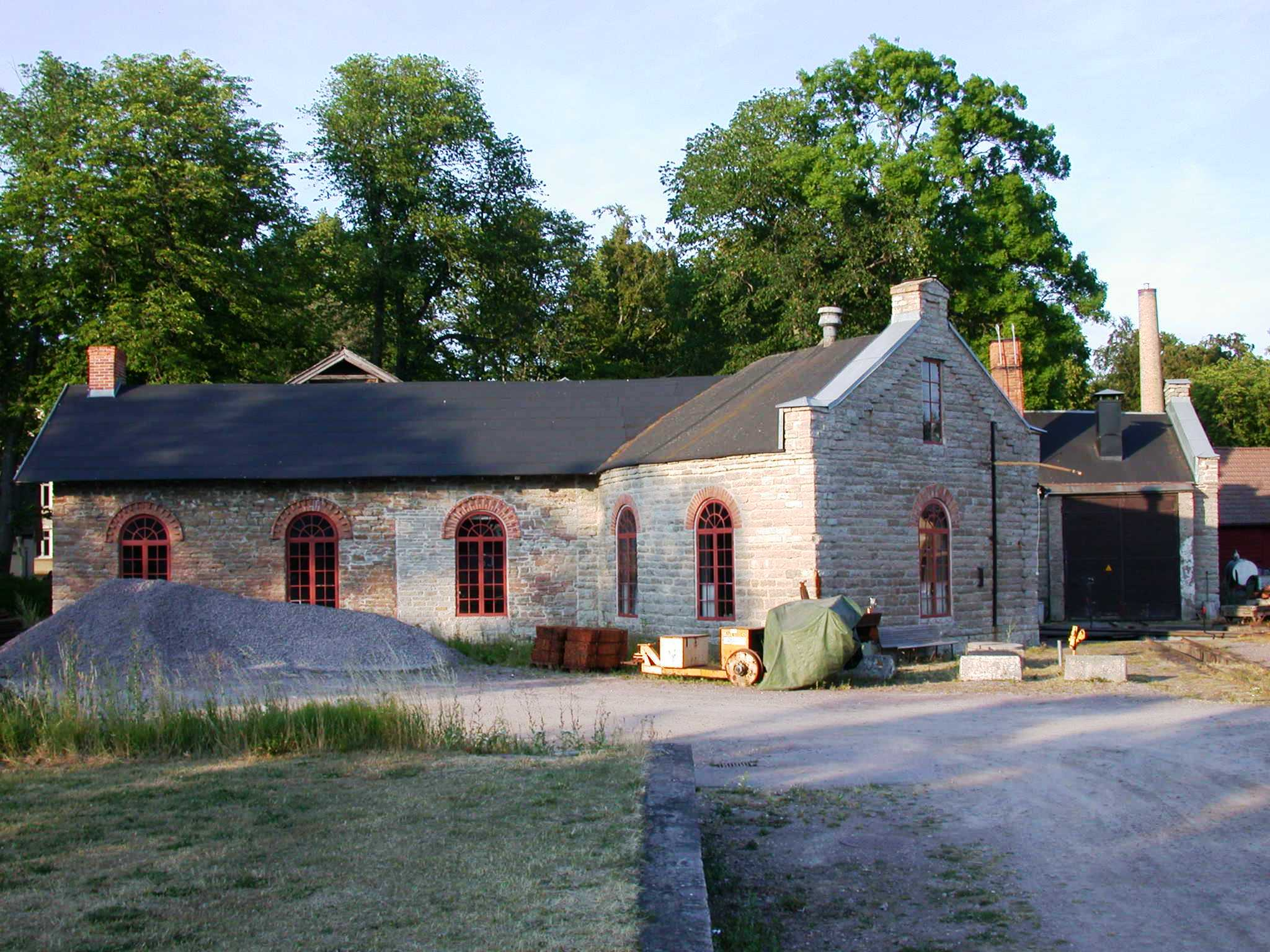
Lokstallarna
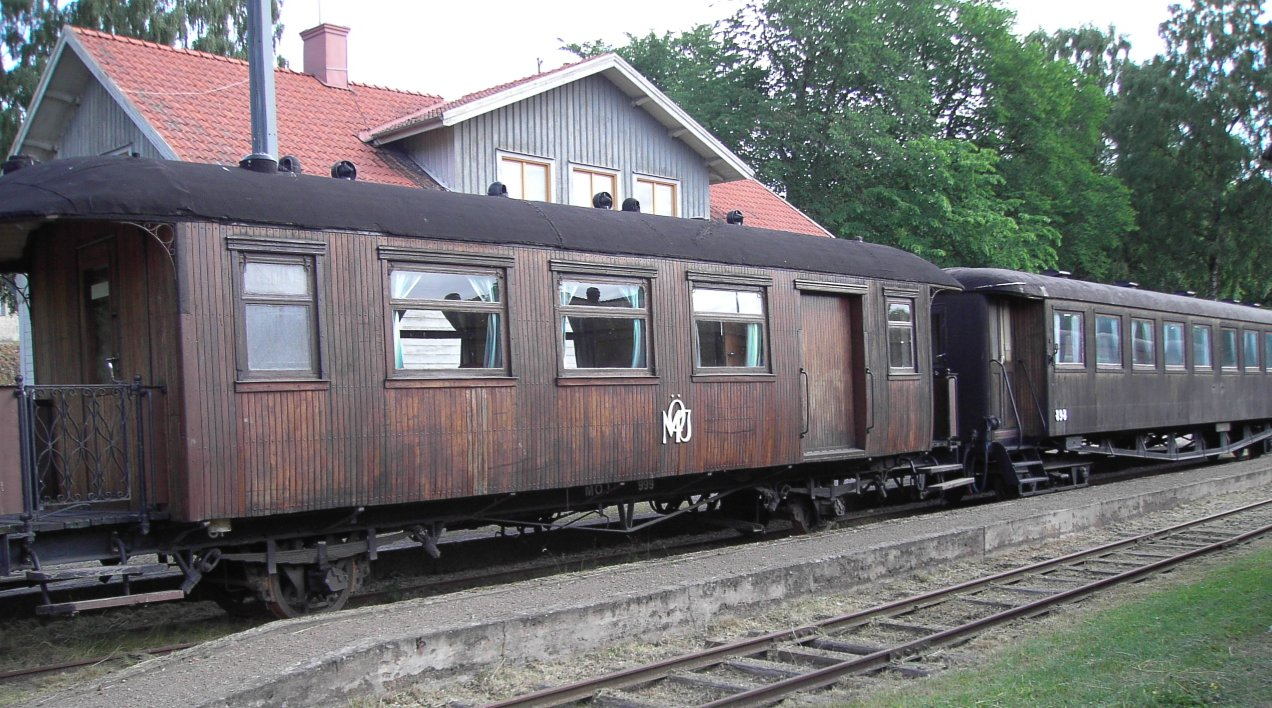
Den kombinerade tredjeklass- och resgodsvagnen MÖJ CF 999

### Webbkällor
- Historiskt.nu